# Yıldızeli
Yıldızeli ist eine Stadt und Hauptort des gleichnamigen Landkreises (İlçe) in der zentralanatolischen Provinz Sivas. Der Ort liegt ca. 50 Straßenkilometer (Luftlinie: 38 km) westnordwestlich von der Provinzhauptstadt Sivas. Beide Städte verbindet eine Eisenbahnstrecke und die Fernstraße D 200 (E 88), auf die hier die von Tokat kommende D 850 trifft.
Vor 1936 hieß der Ort Yenihan (dt.: Neues Gebäude). Armenier und Kurden benutzen den Namen Norhan, was die gleiche Bedeutung hat. Der Ort wurde nach dem Yıldız-Berg im Norden der Stadt benannt. Laut Stadtsiegel erhielt der Ort 1875 den Status einer Gemeinde (Belediye).
Der Landkreis Yıldızeli liegt im Westen der Provinz und grenzt an den zentralen Landkreis im Osten und Südosten sowie an den Kreis Şarkışla im Südwesten. Außengrenzen bilden die Provinzen Yozgat im Westen und Tokat im Norden.
Der Landkreis (bzw. Kaza als Vorgänger) bestand schon vor Gründung der Türkischen Republik 1923 und wies zur ersten Volkszählung danach (1927) eine Einwohnerschaft von 37.428 (in 157 Ortschaften auf 2.315 km² Fläche) auf, davon 2.057 Einwohner im namensgebenden Verwaltungssitz Yéni-Han (damalige, an das Französisch angelehnte Schreibweise).
Ende 2020 besteht der Kreis neben der Kreisstadt (6.830 Einw.) aus einer weiteren Gemeinde (Belediye) (Güneykaya 1.589 Einw.) und 118 Dörfern (Köy) mit durchschnittlich 198 Bewohnern. Sarıyar (1.578) ist das größte Dorf, fünf ehemalige Belediye wurden 2013 zu Dörfern zurückgestuft und sind ebenfalls gut bevölkert: Kalın (815), Kavak (787), Kümbet (766), Yavu (660) und Şeyhhalil (602 Einw.). 37 Dörfer haben mehr Einwohner als der Durchschnitt, 56 weniger als 100. Die Bevölkerungsdichte liegt unter dem Provinzwert, der städtische Bevölkerungsanteil ist mit 26,52 Prozent der niedrigste aller 17 Kreise der Provinz.

## Persönlichkeiten
- Tim Seyfi (* 1971), deutscher Schauspieler türkischer Herkunft